# Ala I Cannanefatium

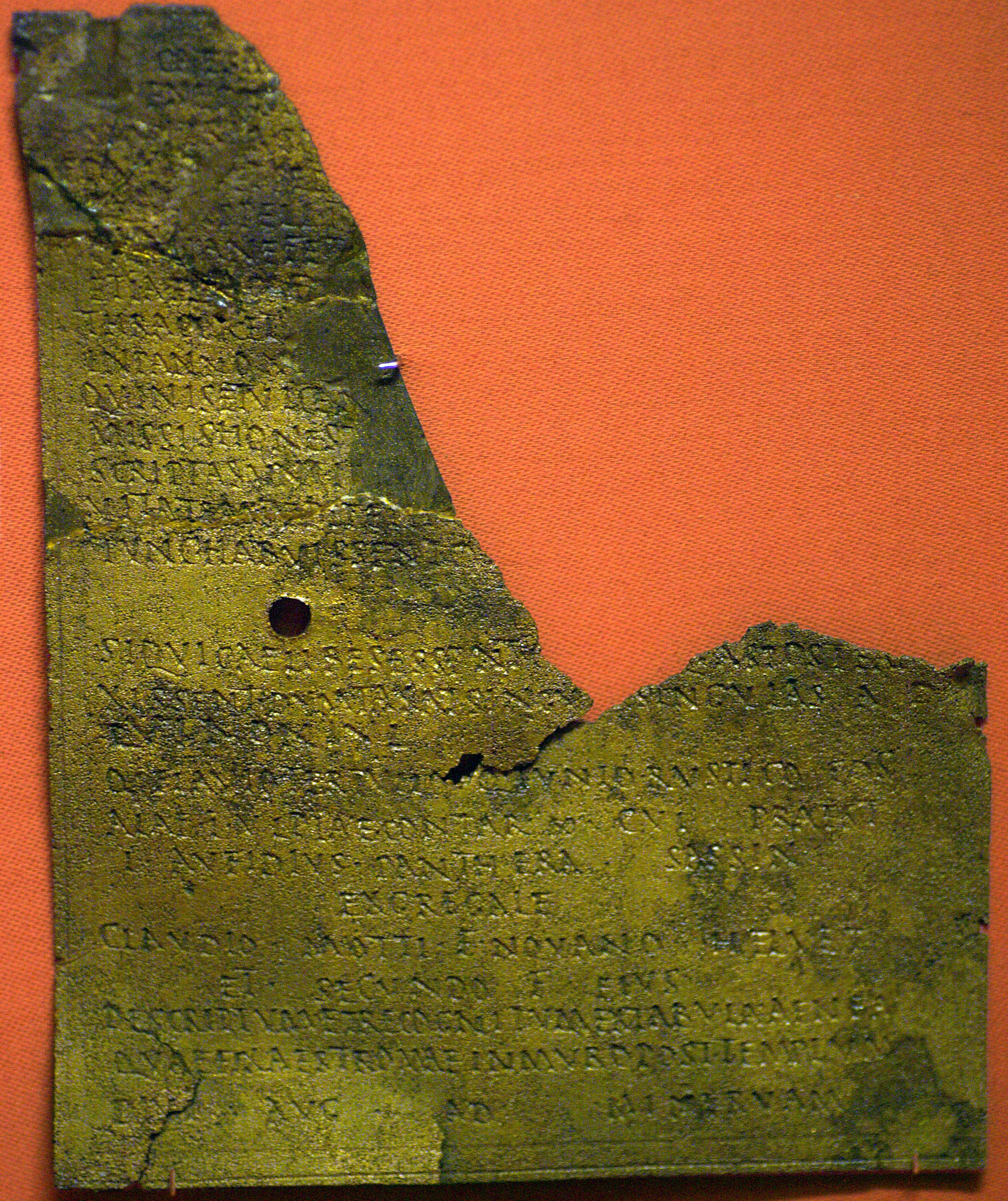
Das Militärdiplom von 133 n. Chr. für Pannonia superior

Die Ala I Cannanefatium [civium Romanorum] [Gordiana] [Severiana] (deutsch 1. Ala der Cananefaten [der römischen Bürger] [die Gordianische] [die Severianische]) war eine römische Auxiliareinheit. Sie ist durch Militärdiplome, Inschriften und die Annales von Tacitus belegt.

## Namensbestandteile
- Cannanefatium: der Cananefaten. Die Soldaten der Ala wurden bei Aufstellung der Einheit aus dem germanischen Stamm der Cananefaten rekrutiert.

- civium Romanorum: der römischen Bürger. Den Soldaten der Einheit war das römische Bürgerrecht zu einem bestimmten Zeitpunkt verliehen worden. Für Soldaten, die nach diesem Zeitpunkt in die Einheit aufgenommen wurden, galt dies aber nicht. Sie erhielten das römische Bürgerrecht erst mit ihrem ehrenvollen Abschied (Honesta missio) nach 25 Dienstjahren. Der Zusatz kommt in den Militärdiplomen von 115 und 146 bis 163 sowie in den Inschriften (AE 1972, 442, TPSSR 3) vor.

- Gordiana: die Gordianische. Eine Ehrenbezeichnung, die sich auf Gordian III. (238–244) bezieht. Der Zusatz kommt in der Inschrift (AE 1973, 438) vor.

- Severiana: die Severianische. Eine Ehrenbezeichnung, die sich auf Severus Alexander (222–235) bezieht. Der Zusatz kommt in der Inschrift (AE 1972, 443) vor.

Da es keine Hinweise auf den Namenszusatz milliaria (1000 Mann) gibt, war die Einheit eine Ala quingenaria. Die Sollstärke der Ala lag bei 480 Mann, bestehend aus 16 Turmae mit jeweils 30 Reitern.

## Geschichte
Die Ala war in den Provinzen Germania superior und Pannonia superior (in dieser Reihenfolge) stationiert. Sie ist auf Militärdiplomen für die Jahre 74 bis 163 n. Chr. aufgeführt.
Der erste Beleg findet sich bei Tacitus, der in seinen Annales (Buch IV, Kapitel 73) eine Ala Canninefatem erwähnt, die um 28 n. Chr. an der Niederschlagung eines Aufstands der Friesen teilnahm. Die Ala wurde daher wahrscheinlich durch Drusus während der Regierungszeit von Augustus aufgestellt.
Durch ein Diplom ist die Ala erstmals 74 in der Provinz Germania superior nachgewiesen. In dem Diplom wird die Ala als Teil der Truppen (siehe Römische Streitkräfte in Germania) aufgeführt, die in der Provinz stationiert waren. Weitere Diplome, die auf 76 bis 90 datiert sind, belegen die Einheit in derselben Provinz (bzw. ab 90 in Germania superior).
Zu einem unbestimmten Zeitpunkt wurde die Einheit in die Provinz Pannonia superior verlegt, wo sie erstmals durch ein Diplom nachgewiesen ist, das auf 115 datiert ist. In dem Diplom wird die Ala als Teil der Truppen (siehe Römische Streitkräfte in Pannonia) aufgeführt, die in der Provinz stationiert waren. Weitere Diplome, die auf 116 bis 163 datiert sind, belegen die Einheit in derselben Provinz.
Aus dem Diplom von 151 geht hervor, dass die Ala (bzw. eine Vexillation derselben) vorübergehend von Pannonia superior nach Mauretania Caesariensis verlegt worden war, um an der Niederschlagung eines Aufstands teilzunehmen.
Der letzte Nachweis der Ala beruht auf der Inschrift (AE 1973, 438), die auf 238/244 datiert ist.

## Standorte
Standorte der Ala in Germania superior waren möglicherweise:
- Rheingönheim
- Lopodunum (Ladenburg)

Aus Ladenburg liegt nur eine Inschrift eines Angehörigen der Ala vor, was als verlässliche Grundlage für die Rekonstruktion des Stationierungsortes nicht ausreicht. Trotzdem wird aufgrund der chronologischen und historischen Zusammenhänge oft vermutet, dass die Ala dort stationiert war und möglicherweise zuvor in Rheingönheim lag.
Standorte der Ala in Pannonia superior waren:
- Gerulata (Rusovce): Die Inschriften von Aelius Tutor, Fabius Firmus, Flavius Attius, Marcus Antonius Iulianus, Marius Firmus und Titus Flavius Surilio sowie die Inschrift (AE 1973, 438) wurden hier gefunden.

## Angehörige der Ala
Folgende Angehörige der Ala sind bekannt:

### Kommandeure
| - Fabius Firmus, ein Präfekt (AE 1988, 936) - Lucius Crepereius Paulus, ein Präfekt - M(arcus) Helvius Clemens, ein Präfekt (CIL 11, 2699) | - M[ar]ius Firmus, ein Präfekt (TPSSR 3) - Publius Gavius Balbus, ein Präfekt - Travllius Rufinus: er wird auf einem der Diplome von 161 (RMD 5, 430) als Kommandeur der Ala genannt. |

### Sonstige
| - Adiutor, ein Reiter (AE 1951, 265) - Ael(ius) Tutor, ein Stator (AE 1972, 442) - Flavius Attius, ein Reiter (CIL 3, 4391) - L(ucius) Cullonius Primus, ein Decurio (CIL 5, 5006) - L(ucius) Gallionius Ianuar(ius), ein Decurio (CIL 13, 11740) | - M(arcus) []gis, ein Stator (AE 1972, 443) - M(arcus) Ant[on(ius)] Iulian[us], ein Stator (AE 1973, 438) - Maximinus, ein Stator (AE 1972, 448) - Niger, ein Soldat: eines der Diplome von 161 (RMD 5, 430) wurde für ihn ausgestellt. - T(itus) Fl(avius) Surilio, ein Stator (AE 1972, 444) |

In der Inschrift (AE 1966, 292), die auf 201/230 datiert ist, sind die folgenden Decurios, Duplicarii und Sesquiplicarii aufgeführt:
| - []untus - Aulusanus | - Bersolus - Brincasis | - Constans - Constans | - Contarius - Domitius | - Iustus - Licinianus | - Senilis - Titianus | - Veteranus | - Victorinus |